# Сладков, Михаил Иванович
Михаил Иванович Сладков (1891-1937) — российский химик-технолог, один из основателей отечественных производств химической технологии топлива, ответственный секретарь «Журнала химической промышленности».

## Биография
Родился в 1891 г., д. Старово, Кашин-ский у., Тверская губ. Окончил Московский университет (1913). Вел научные исследования в Межевом институте (1913—1915); заведовал лабораторией на Богородском снаряжательном заводе (1916—1918); работал в Иваново — Вознесенском политехническом институте (1918—1924). В 1924 утвержден в звании профессора. В 1924 Правление Менделеевского института «… для усиления читаемых курсов пополнило профессорский состав приглашением профессоров: по неорганической химии Я. И. Михайленко, по теоретической механике — И. В. Станкевича, по физической химии — Н. П. Пескова, по переработке продуктов пирогенных процессов — М. И. Сладкова, по общей органической технологии — М. П. Дукельского» (Отчет о работе института за I триместр 1924/1925 уч. года). Одновременно преподавал в Институте народного хозяйства. В 1925—1930 — научный руководитель Главанила. В июле сентябре 1927 находился в научной командировке в Германии, Франции и Бельгии.
Основные направления научной работы и достижения: разработал способ получения n-нитродиазобензола нитрованием диазобензола в растворе и применения его раствора для холодного крашения тканей; изучал продукты крекинга нефтегазовой промышленности; предложил методы выделения из смол пиролиза углей и нефтяных остатков антрацена, сульфокислот карбазола, нафталина и разделения карбазола и антрацена; разработал технологию получения обогащенного антрацена и натриевых солей сульфокислот карбазола методом сульфирования антрацена первого обогащения; предложил методы анализа бензола, ксилола, толуола, определения карбазола, хлора в ароматических соединениях, способ очистки нафталина методом холодного прессования; изучал растворимость металлов в
торой группы периодической системы элементов Менделеева; разработал ряд стандартов, предложил способ использования отходов сырья переработки нефти для получения битума; выполнил критический анализ процессов производства «синтола» и «синтина», рассмотрел проблему переработки смол на химические продукты и другие материалы и рекомендовал осуществить в СССР укрупнение производства смолы с переходом на смолоперегонные установки непрерывного действия.
Ответственный секретарь «Журнала химической промышленности» (1924—1930).
Арестован 4 ноября 1930 и по постановлению Коллегии ОГПУ от 20 апреля 1931 на основании ст. 58 пп. 6, 7 и 11 (шпионаж, вредительство и участие в контрреволюционной организации) УК РСФСР осужден к высшей мере наказания, приговор был заменен отбыванием 10-летнего срока в исправительно-трудовом лагере. В октябре 1933 — новый навет и суд, приговор к 10 годам лагерей. Отбывал наказание в Ухто- Печорском ИТЛ НКВД (Коми АССР).
27 декабря 1937 по постановлению тройки УНКВД Архангельской области на основании ст. 58 пп. 10 и 14 (контрреволюционная пропаганда, агитация и саботаж) УК РСФСР был во второй раз приговорен к расстрелу, приговор приведен в исполнение. В других источниках датой смерти (расстрела) называется 27 февраля 1938 года, а также 1943 или 1946 годы.
Реабилитирован посмертно на основании заключения Президиума Верховного Суда Коми АССР от 10 октября 1958, Военной коллегии Верховного Суда СССР от 23 января 1959 и Прокуратуры СССР от 28 июня 1989.
Сын, Алексей Михайлович Сладков (1922—1982) — профессор, доктор химических наук, первооткрыватель карбина.